# 第六十一号駆潜艇
第六十一号駆潜艇（だいろくじゅういちごうくせんてい）は、日本海軍の駆潜艇。普遍的には第28号型の33番艇、あるいは第60号型の2番艇とされているが、法令上は第13号型の48番艇。

## 艇歴
改⑤計画の駆潜艇、第5341号艦型の2番艇、仮称艦名第5342号艦として計画。1943年10月30日、新潟鐵工所新潟工場で起工。12月22日、第六十一号駆潜艇と命名されて第十四号型駆潜艇の43番艇に定められ、本籍を佐世保鎮守府と仮定。
1944年3月10日進水。4月18日、艤装員事務所が新潟鐵工所新潟工場内で事務を開始。5月8日竣工し、本籍を佐世保鎮守府に、役務を佐世保鎮守府警備駆潜艇にそれぞれ定められる。同日付で呉防備戦隊に編入され、基礎術力練成教育に従事。
6月6日、高雄警備府に編入。6月7日、ヒ67船団（12隻）に同行して門司発。以後、高雄を基点として対潜掃蕩、哨戒、高雄を出発する船団の護衛に従事。
7月23日、マニラで再編成されたミ08船団（12隻）を高雄まで護衛。
9月1日現在、軍隊区分高雄方面防備部隊に配置。23日、軍隊区分呂宋海峡部隊哨戒部隊第一哨戒隊に配置。25日、対潜掃蕩のため高雄を出撃。29日、高雄に帰投。
10月1日、軍隊区分呂宋海峡部隊哨戒部隊第二哨戒隊に配置。同哨戒隊の指揮を第61号駆潜艇長が執る。同日、タマ29船団護衛のため高雄発。7日、タマ29船団の護衛を第6号海防艦と第16号海防艦に引継ぎ、本艇は対潜掃蕩を行いつつ高雄へ向け回航。8日、ラボック湾に在泊する元マタ28船団の3隻を高雄まで護衛するため、高雄回航を取りやめラボック湾へ向かう。15日、船団護衛を取りやめ第二遊撃部隊の前路掃蕩に従事。18日、一旦馬公に入港し、19日から再度前路掃蕩に従事。26日、高雄に帰投し、モマ05船団の遭難者を救助するため同日高雄発。30日、高雄に帰投。
11月5日、海軍徴傭船あとらす丸から載貨を移載する目的で海軍配当船昭永丸が派遣されることとなり、本艇は第83号駆潜特務艇とともに昭永丸を護衛してサブタン島へ向かう。7日、本艇は第74号駆潜特務艇と交替し、8日左営着。9日、青葉の前路掃蕩のため出撃。10日、台風のため馬公に避泊。16日、タモ29船団（5隻）を護衛し高雄発。24日、門司着。25日佐世保へ回航し、佐世保海軍工廠で修理と訓令による工事を行う。12月20日現在、佐世保に所在。
1945年1月9日、台湾海口泊地でアメリカ艦上機の攻撃を受け、被爆し沈没した。3月10日、第六十一号駆潜艇は第十四号型駆潜艇から削除され、佐世保鎮守府警備駆潜艇の役務を解かれて、帝国駆潜艇籍から除かれた。

## 駆潜艇長
艤装員長
1. 別府秀夫 大尉：1944年4月10日 - 1944年5月8日

駆潜艇長
1. 別府秀夫 大尉：1944年8月8日 - 1945年1月9日 戦死、同日付任海軍少佐